# Grand Prix automobile de Bahreïn 2010
GP précédent GP suivant
Le Grand Prix automobile de Bahreïn 2010 (2010 Formula 1 Gulf Air Bahrain Grand Prix), disputé sur le circuit international de Sakhir le 14 mars 2010, est la septième édition du Grand Prix, la 821e épreuve du championnat du monde de Formule 1 courue depuis 1950 et la manche d'ouverture du championnat 2010.
Le circuit qui accueille la manche inaugurale de la saison 2010 de Formule 1 n'est plus le même que lors des éditions précédentes : la course se déroule sur le grand développement initialement réservé aux épreuves d'Endurance. Une section supplémentaire fait passer le développement de 5,411 à 6,299 km. Cette portion de 888 mètres se situe entre les anciens virages n°4 et n°5 et comporte 9 virages supplémentaires.

## Essais libres

### Vendredi matin
| Pos. | Pilote          | Voiture              | Chrono         | Écart     |
| ---- | --------------- | -------------------- | -------------- | --------- |
| 1    | Adrian Sutil    | Force India-Mercedes | 1 min 56 s 583 |           |
| 2    | Fernando Alonso | Ferrari              | 1 min 56 s 766 | + 0 s 183 |
| 3    | Robert Kubica   | Renault              | 1 min 57 s 041 | + 0 s 458 |
| 4    | Felipe Massa    | Ferrari              | 1 min 57 s 055 | + 0 s 472 |
| 5    | Jenson Button   | McLaren-Mercedes     | 1 min 57 s 068 | + 0 s 485 |
| 6    | Lewis Hamilton  | McLaren-Mercedes     | 1 min 57 s 163 | + 0 s 580 |

- Note : Paul di Resta a remplacé Adrian Sutil chez Force India lors de cette séance d’essais.

### Vendredi après-midi

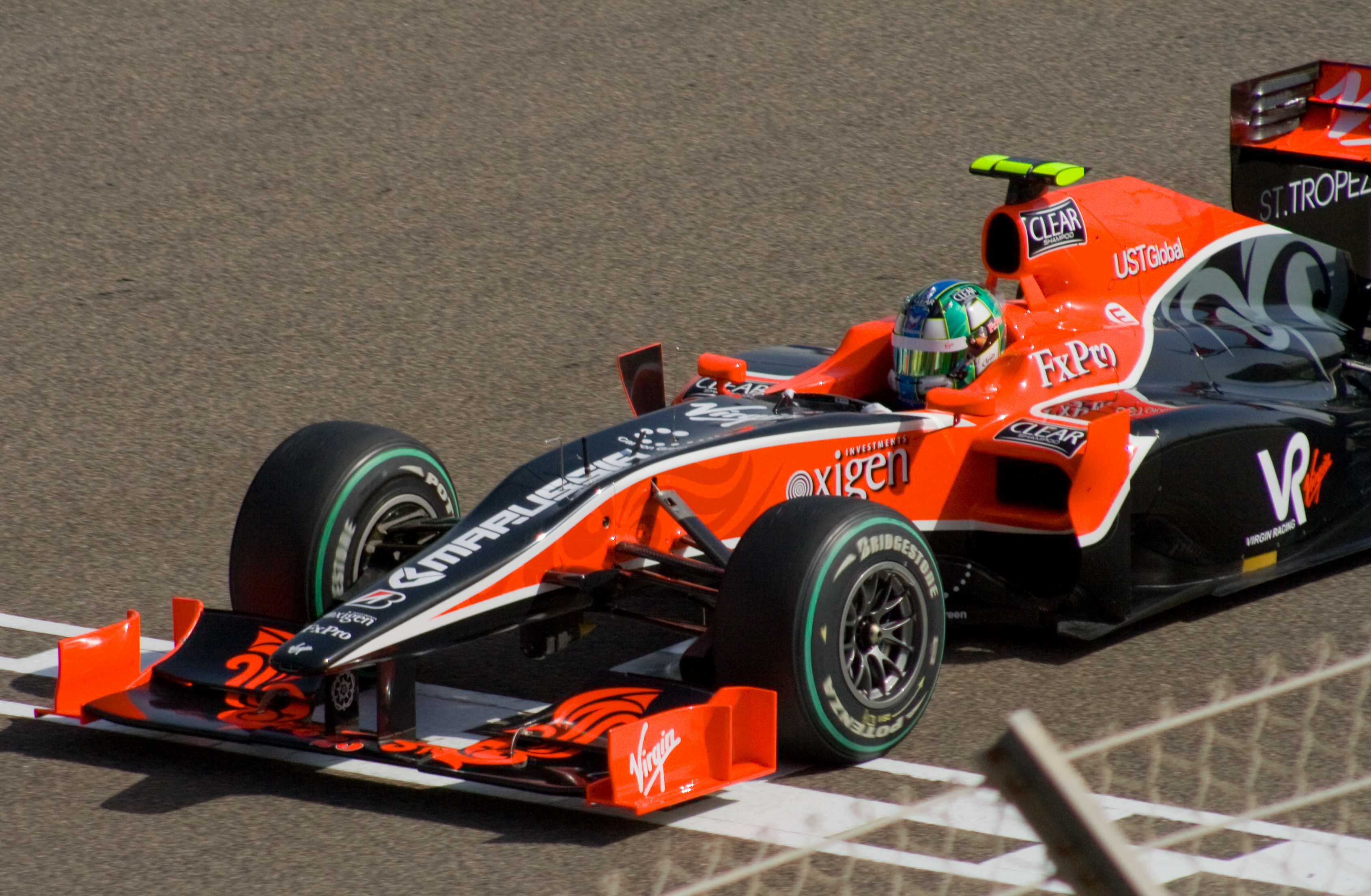
Luca di Grassi ne bouclera que deux tours en course

| Pos. | Pilote             | Voiture           | Chrono         | Écart     |
| ---- | ------------------ | ----------------- | -------------- | --------- |
| 1    | Nico Rosberg       | Mercedes          | 1 min 55 s 409 |           |
| 2    | Lewis Hamilton     | McLaren-Mercedes  | 1 min 55 s 855 | + 0 s 445 |
| 3    | Michael Schumacher | Mercedes          | 1 min 55 s 903 | + 0 s 494 |
| 4    | Jenson Button      | McLaren-Mercedes  | 1 min 56 s 076 | + 0 s 667 |
| 5    | Sebastian Vettel   | Red Bull-Renault  | 1 min 56 s 459 | + 1 s 050 |
| 6    | Nico Hülkenberg    | Williams-Cosworth | 1 min 56 s 501 | + 1 s 092 |

### Samedi matin

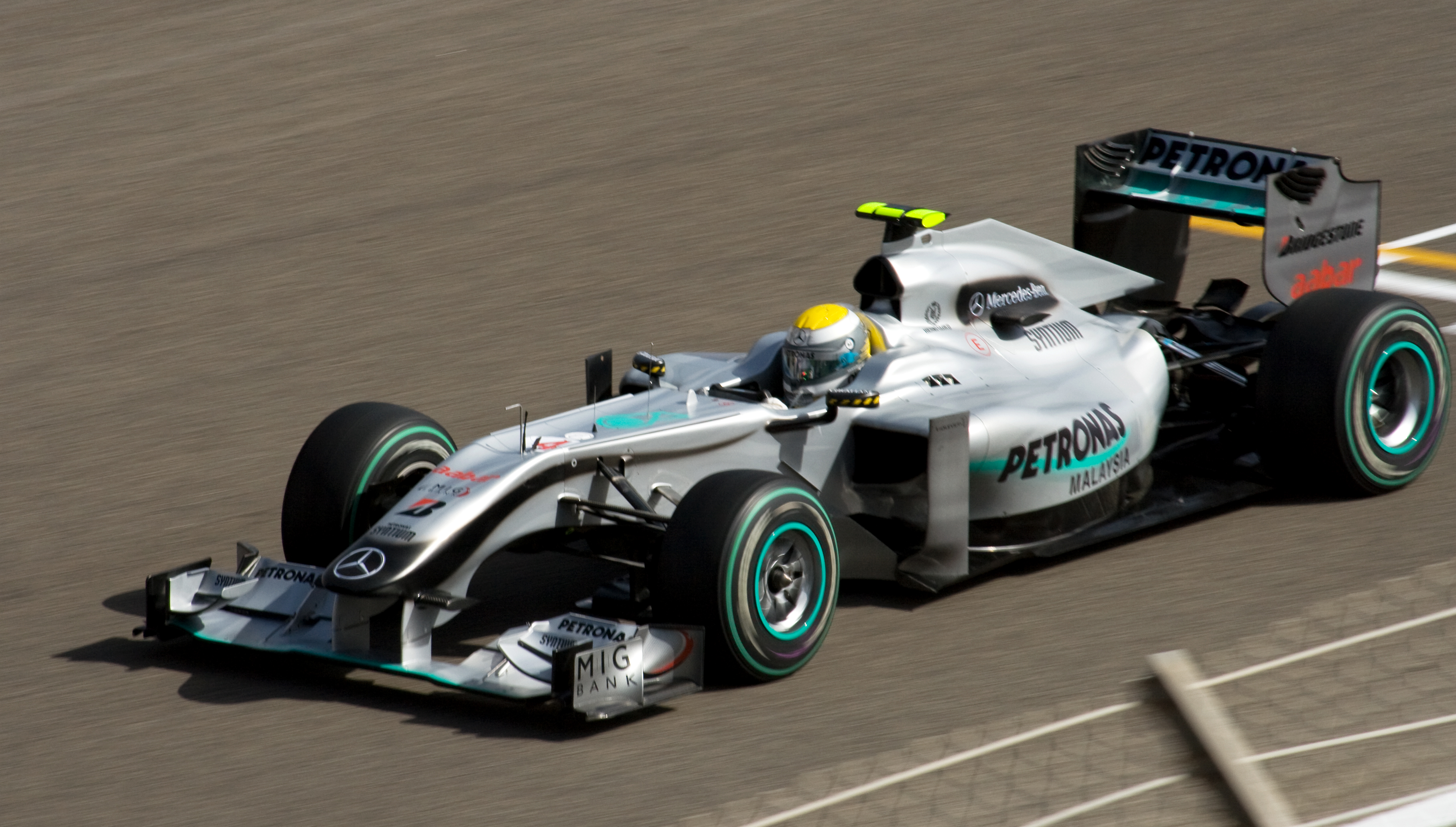
Nico Rosberg termine cinquième pour son premier Grand Prix chez Mercedes

| Pos. | Pilote             | Voiture          | Chrono         | Écart     |
| ---- | ------------------ | ---------------- | -------------- | --------- |
| 1    | Fernando Alonso    | Ferrari          | 1 min 54 s 099 |           |
| 2    | Nico Rosberg       | Mercedes         | 1 min 54 s 368 | + 0 s 269 |
| 3    | Mark Webber        | Red Bull-Renault | 1 min 54 s 500 | + 0 s 401 |
| 4    | Michael Schumacher | Mercedes         | 1 min 54 s 533 | + 0 s 434 |
| 5    | Sebastian Vettel   | Red Bull-Renault | 1 min 54 s 646 | + 0 s 547 |
| 6    | Felipe Massa       | Ferrari          | 1 min 54 s 739 | + 0 s 640 |

## Grille de départ

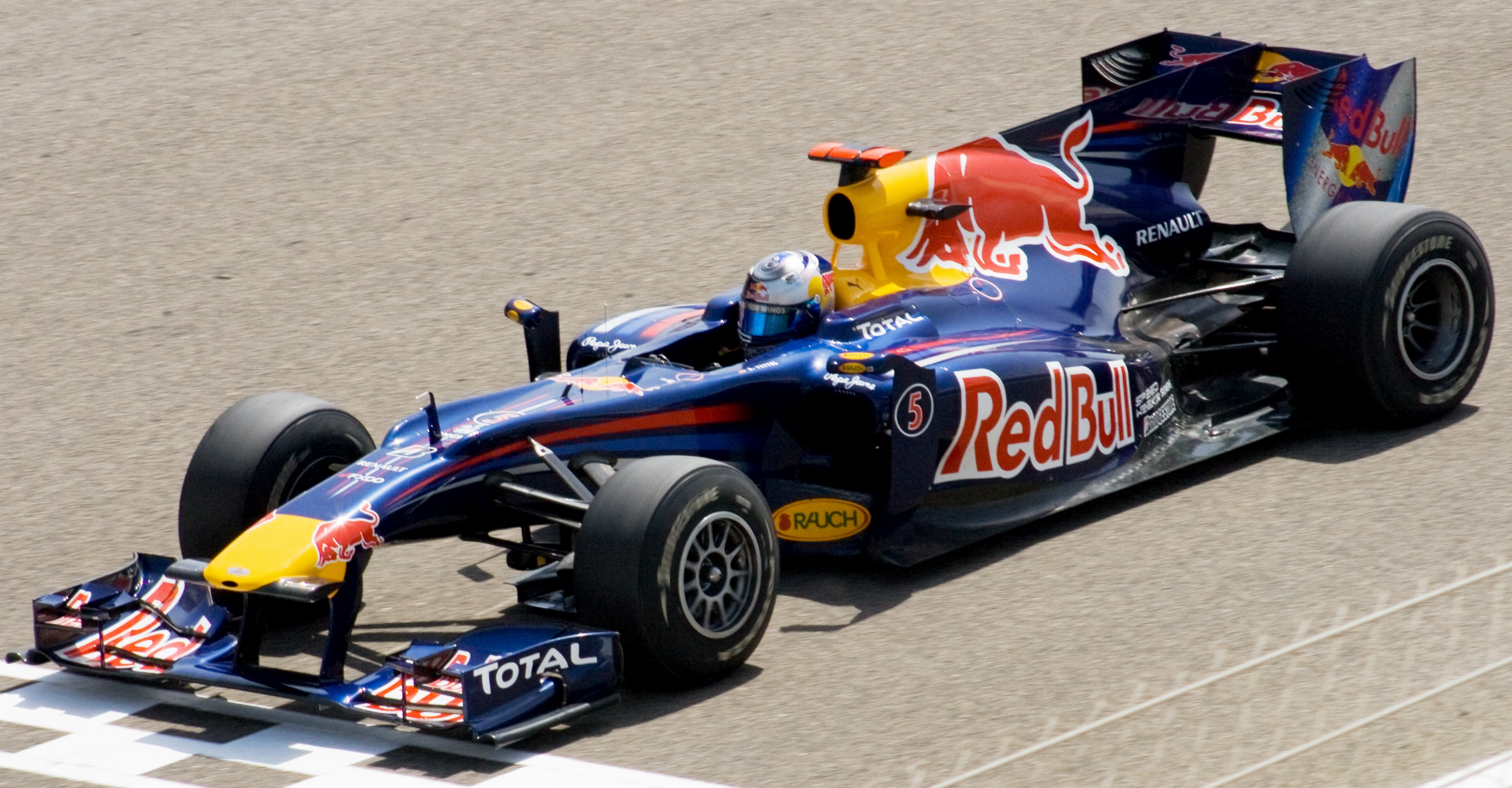
Sebastian Vettel signe sa sixième pole position

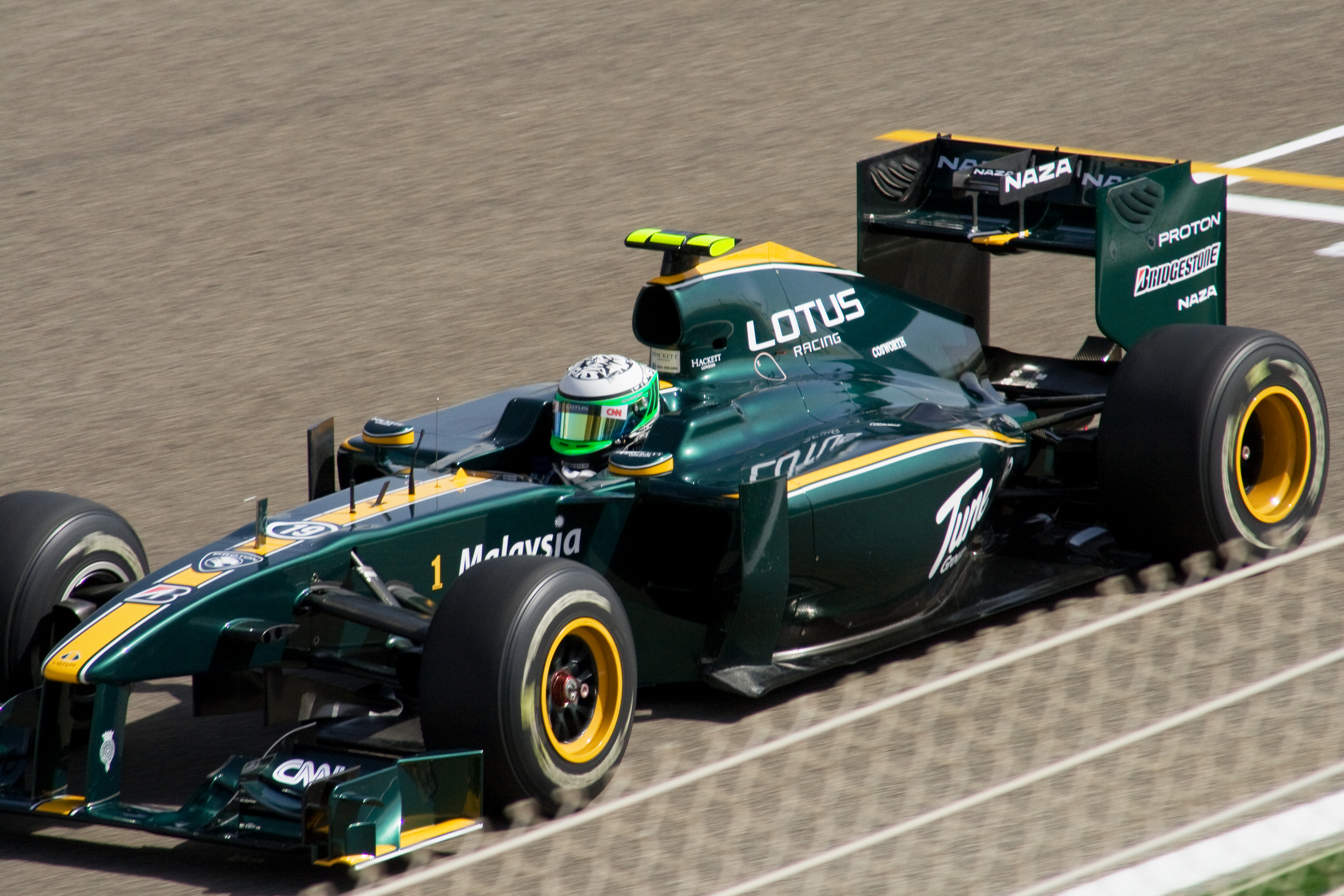
Heikki Kovalainen termine quinzième pour son premier Grand Prix chez Lotus

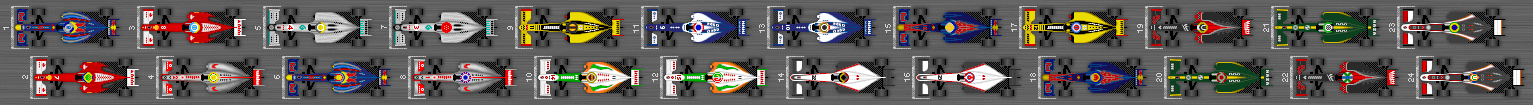
La grille de qualification du Grand Prix.

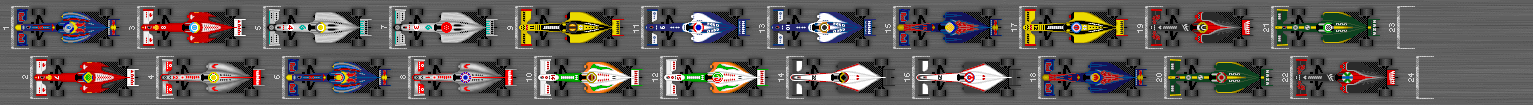
La grille de départ du Grand Prix.

| Pos. | Pilote             | Écurie               | Qualifications 1 | Qualifications 2 | Qualifications 3 |
| ---- | ------------------ | -------------------- | ---------------- | ---------------- | ---------------- |
| 1    | Sebastian Vettel   | Red Bull-Renault     | 1 min 55 s 029   | 1 min 53 s 883   | 1 min 54 s 101   |
| 2    | Felipe Massa       | Ferrari              | 1 min 55 s 313   | 1 min 54 s 331   | 1 min 54 s 242   |
| 3    | Fernando Alonso    | Ferrari              | 1 min 54 s 612   | 1 min 54 s 172   | 1 min 54 s 608   |
| 4    | Lewis Hamilton     | McLaren-Mercedes     | 1 min 55 s 341   | 1 min 54 s 707   | 1 min 55 s 217   |
| 5    | Nico Rosberg       | Mercedes             | 1 min 55 s 463   | 1 min 54 s 682   | 1 min 55 s 241   |
| 6    | Mark Webber        | Red Bull-Renault     | 1 min 55 s 298   | 1 min 54 s 318   | 1 min 55 s 284   |
| 7    | Michael Schumacher | Mercedes             | 1 min 55 s 593   | 1 min 55 s 105   | 1 min 55 s 524   |
| 8    | Jenson Button      | McLaren-Mercedes     | 1 min 55 s 715   | 1 min 55 s 168   | 1 min 55 s 672   |
| 9    | Robert Kubica      | Renault              | 1 min 55 s 511   | 1 min 54 s 963   | 1 min 55 s 885   |
| 10   | Adrian Sutil       | Force India-Mercedes | 1 min 55 s 213   | 1 min 54 s 996   | 1 min 56 s 309   |
| 11   | Rubens Barrichello | Williams-Cosworth    | 1 min 55 s 969   | 1 min 55 s 330   |                  |
| 12   | Vitantonio Liuzzi  | Force India-Mercedes | 1 min 55 s 628   | 1 min 55 s 653   |                  |
| 13   | Nico Hülkenberg    | Williams-Cosworth    | 1 min 56 s 375   | 1 min 55 s 857   |                  |
| 14   | Pedro de la Rosa   | BMW Sauber-Ferrari   | 1 min 56 s 428   | 1 min 56 s 237   |                  |
| 15   | Sebastien Buemi    | Toro Rosso-Ferrari   | 1 min 56 s 189   | 1 min 56 s 265   |                  |
| 16   | Kamui Kobayashi    | BMW Sauber-Ferrari   | 1 min 56 s 541   | 1 min 56 s 270   |                  |
| 17   | Vitaly Petrov      | Renault              | 1 min 56 s 167   | 1 min 56 s 619   |                  |
| 18   | Jaime Alguersuari  | Toro Rosso-Ferrari   | 1 min 57 s 071   |                  |                  |
| 19   | Timo Glock         | Virgin-Cosworth      | 1 min 59 s 728   |                  |                  |
| 20   | Jarno Trulli       | Lotus-Cosworth       | 1 min 59 s 852   |                  |                  |
| 21   | Heikki Kovalainen  | Lotus-Cosworth       | 2 min 00 s 313   |                  |                  |
| 22   | Lucas di Grassi    | Virgin-Cosworth      | 2 min 00 s 587   |                  |                  |
| 23   | Bruno Senna        | HRT-Cosworth         | 2 min 03 s 240   |                  |                  |
| 24   | Karun Chandhok     | HRT-Cosworth         | 2 min 04 s 904   |                  |                  |

## Course

### Déroulement de l'épreuve

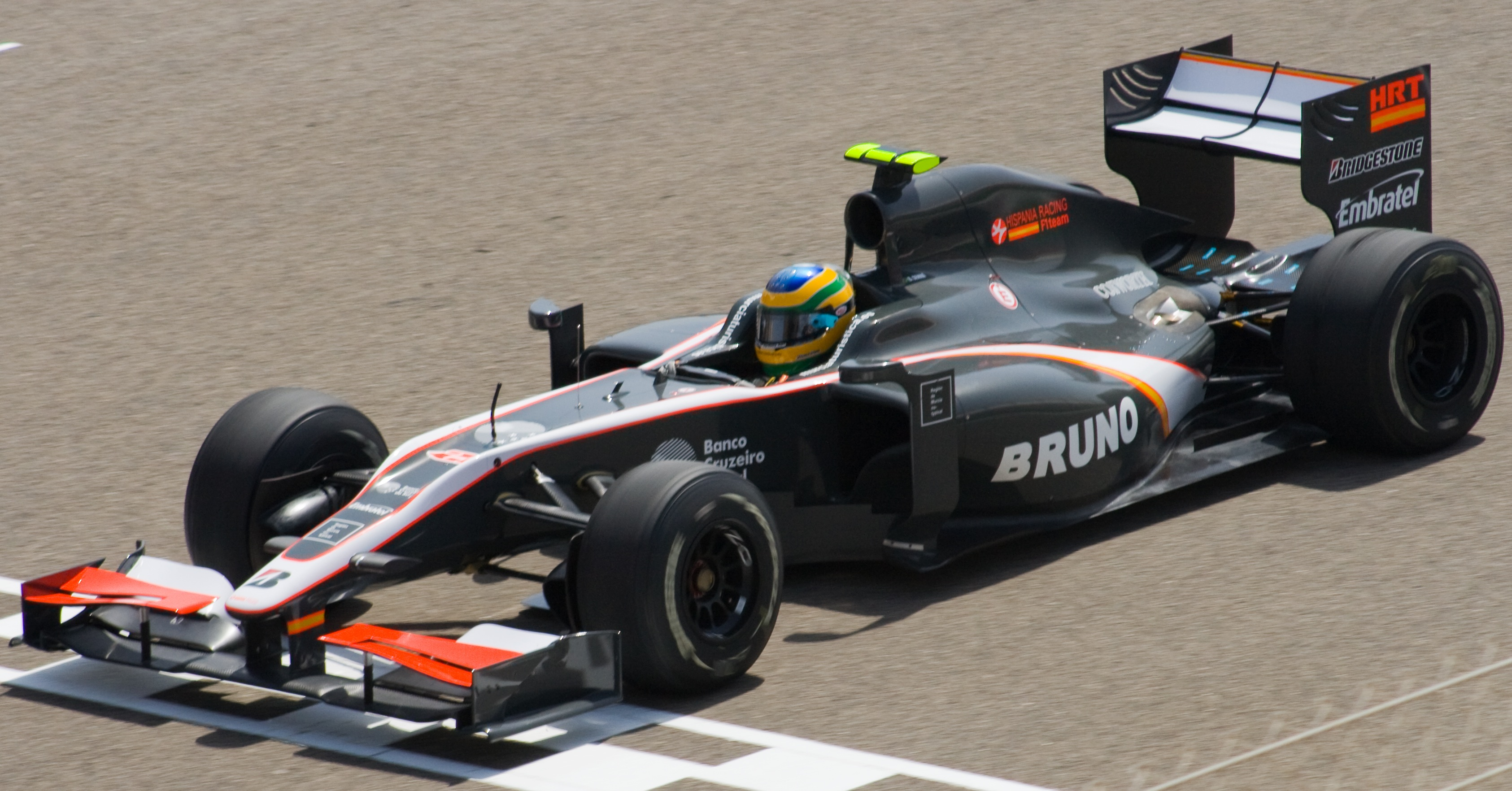
Bruno Senna abandonne au dix-septième tour de son premier Grand Prix

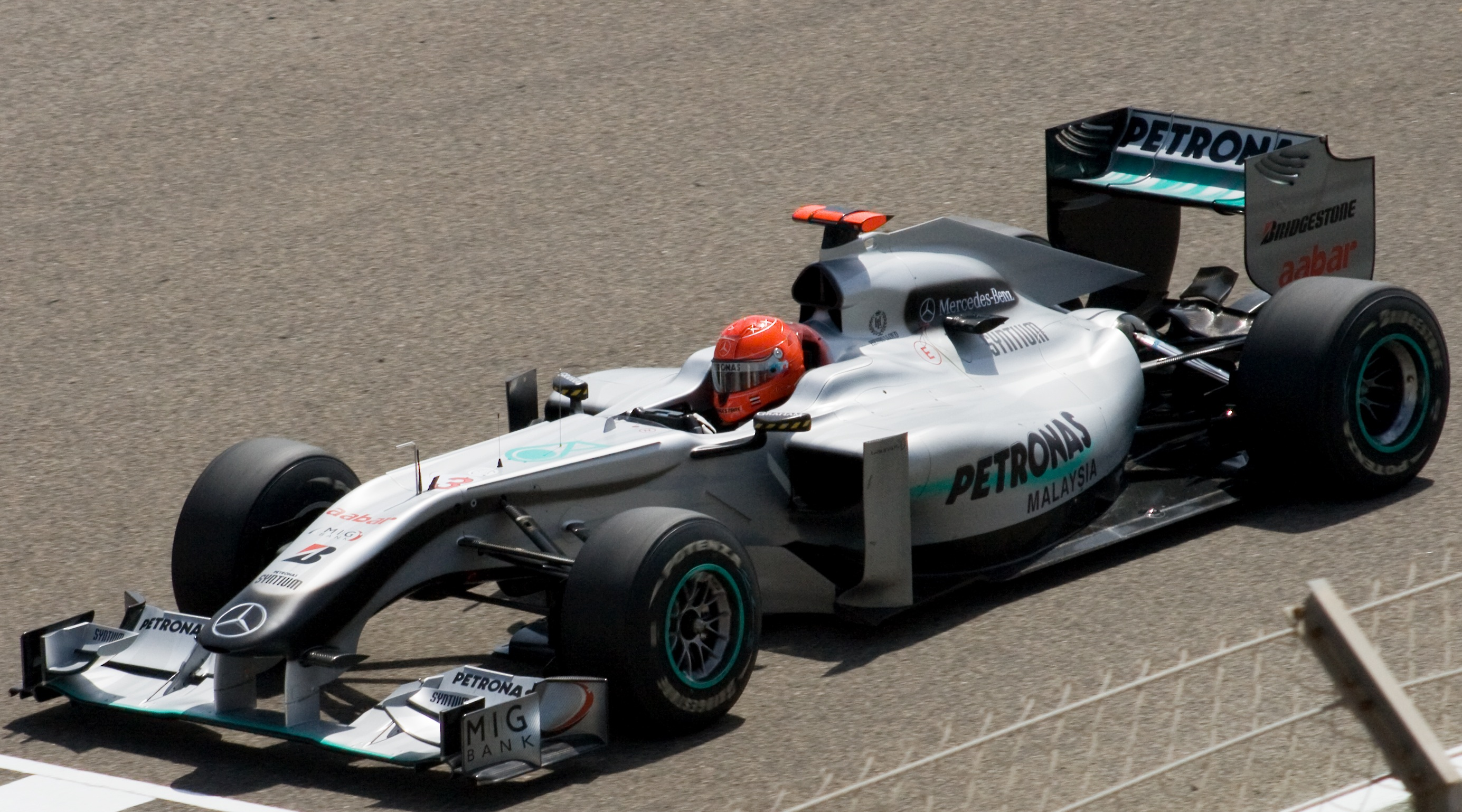
Michael Schumacher termine sixième pour son retour en Grand Prix

Avant même le départ de l'épreuve, les deux pilotes Ferrari changent de moteur, tandis que les monoplaces de l’écurie novice HRT connaissent des problèmes d’embrayage et s'élancent depuis la voie des stands. La monoplace de Sebastian Vettel est quant à elle affectée d'un problème d'écrou de roue. À l’extinction des feux, Fernando Alonso passe son coéquipier Felipe Massa et se lance à la poursuite du poleman Sebastian Vettel. Mark Webber est immédiatement gêné par un trop plein d’huile qui ne lui permet pas de conserver sa position de départ. Adrian Sutil, surpris par le nuage de fumée qui s'échappe de la Red Bull s'accroche avec Robert Kubica : les deux pilotes partent en tête-à-queue mais reprennent la course. À l'avant, Vettel prend rapidement le large avec deux secondes d’avance à l’issue du premier tour.
Karun Chandhok, pilote novice chez HRT ne boucle que deux tours avant d'abandonner, son coéquipier Bruno Senna abandonnera quant à lui après une vingtaine de tours. Lucas di Grassi, sur Virgin Racing abandonne dès la seconde boucle. Derrière le peloton de tête, Kamui Kobayashi, Nico Hülkenberg et Sébastien Buemi se livrent une lutte acharnée et le jeune Nico Hülkenberg sort de la piste sans dommage. Kobayashi abandonne au treizième tour sur problème hydraulique et Vitaly Petrov au tour suivant à la suite d'une rupture de sa suspension avant-droite alors qu'il occupait la onzième place.
À la mi-course, Vettel est toujours solidement installé en tête devant Alonso et Massa. Derrière, on trouve Lewis Hamilton, Nico Rosberg, Michael Schumacher, Jenson Button, Mark Webber, Vitantonio Liuzzi et Rubens Barrichello. Alonso met peu à peu la pression sur Vettel en proie à un problème de bougie d'allumage qui lui fait perdre entre 70 et 100 chevaux. L'Allemand perd en effet plusieurs secondes au tour. Au trente-quatrième passage, Alonso est en tête. Au trente-cinquième, Massa prend à son tour le meilleur sur Vettel, qui se fait passer par Hamilton trois tours plus tard. En fin de course, Jenson Button et Mark Webber haussent le rythme et ramarrent Michael Schumacher sans toutefois pouvoir tenter le moindre dépassement. À cinq boucles du mur, alors que Vettel fait de son mieux pour boucler la course dans les points, la tension monte chez Ferrari car la monoplace de Massa semble montrer des défaillances. Malgré une glissade dans un virage serré, le Brésilien terminera la course sur le podium.
Alonso commence sa collaboration avec Ferrari par une victoire, la seconde place de son coéquipier permettant à la Scuderia de signer son 80e doublé en championnat du monde. Hamilton complète le podium, Vettel parvient à conserver sa quatrième place devant Nico Rosberg, Michael Schumacher, Jenson Button, Mark Webber, Vitantonio Liuzzi et Rubens Barrichello.

### Classement de la course

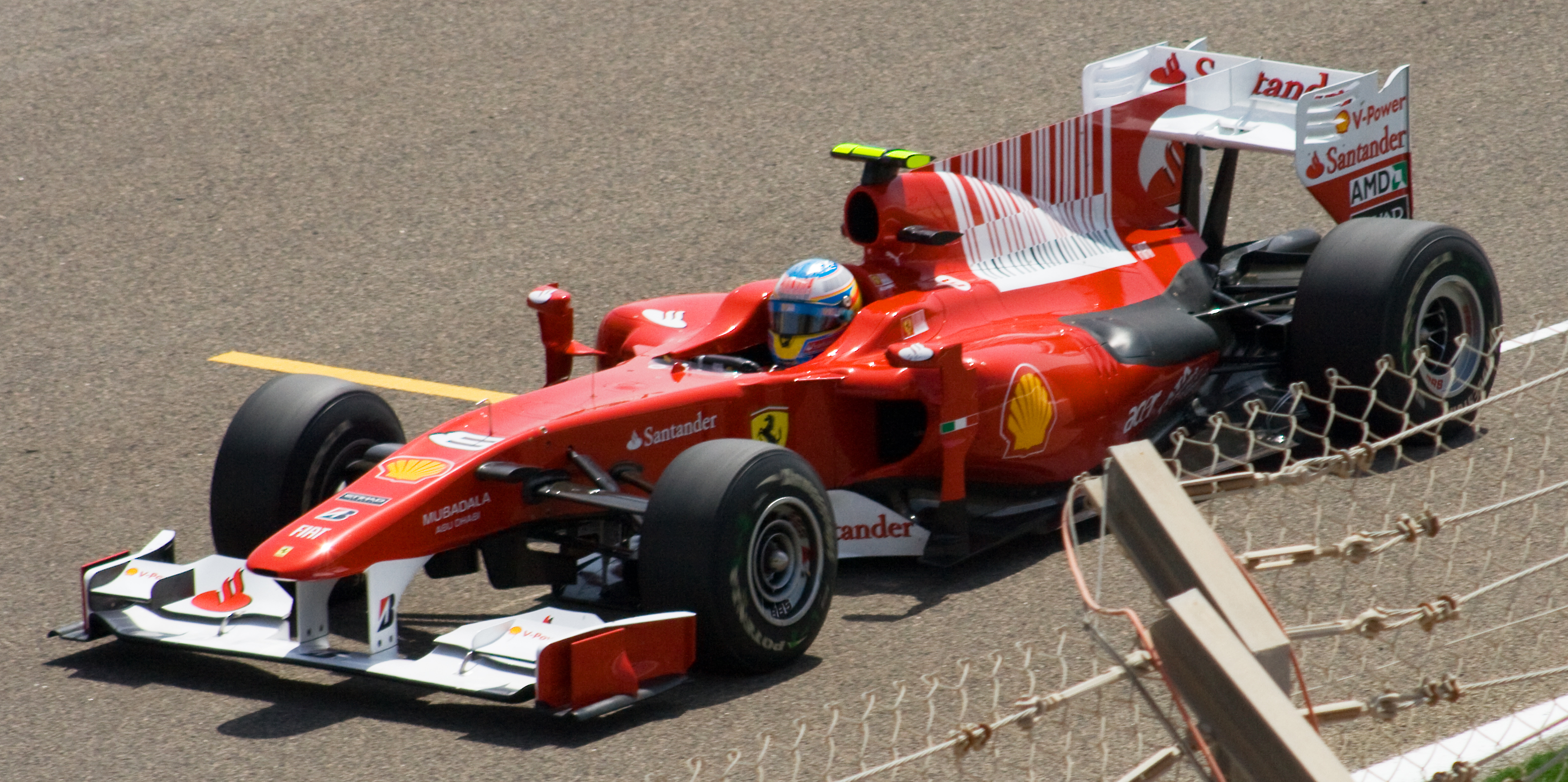
Fernando Alonso remporte son premier Grand Prix chez Ferrari pour sa première course au sein de la Scuderia

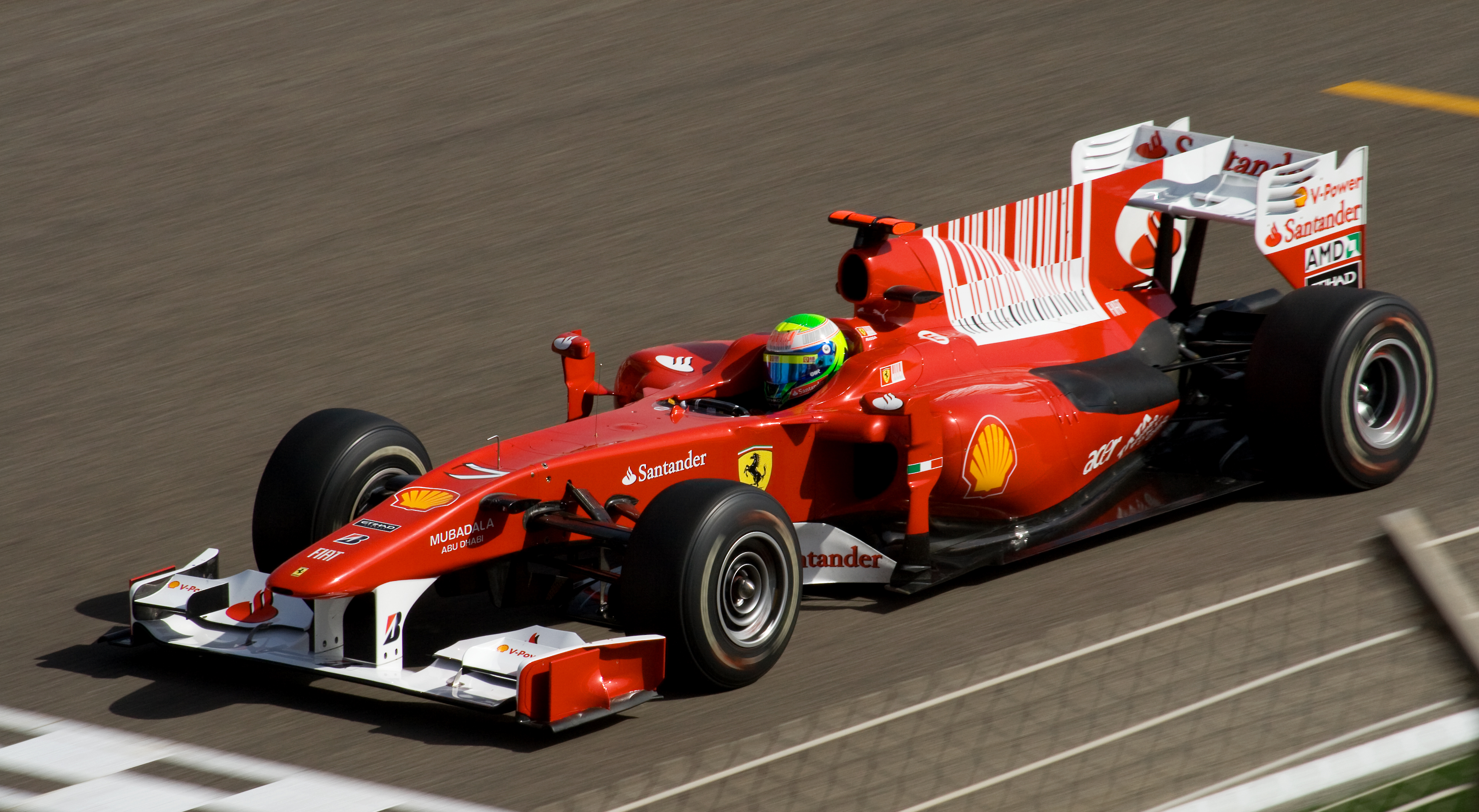
Felipe Massa, sur Ferrari, se classe deuxième du GP de Barhein

| Pos. | no | Pilote             | Écurie               | Tours | Temps/Abandon                      | Grille | Points |
| ---- | -- | ------------------ | -------------------- | ----- | ---------------------------------- | ------ | ------ |
| 1    | 8  | Fernando Alonso    | Ferrari              | 49    | 1 h 39 min 20 s 396 (186,273 km/h) | 3      | 25     |
| 2    | 7  | Felipe Massa       | Ferrari              | 49    | + 16 s 099                         | 2      | 18     |
| 3    | 2  | Lewis Hamilton     | McLaren-Mercedes     | 49    | + 24 s 182                         | 4      | 15     |
| 4    | 5  | Sebastian Vettel   | Red Bull-Renault     | 49    | + 38 s 799                         | 1      | 12     |
| 5    | 4  | Nico Rosberg       | Mercedes             | 49    | + 40 s 213                         | 5      | 10     |
| 6    | 3  | Michael Schumacher | Mercedes             | 49    | + 44 s 163                         | 7      | 8      |
| 7    | 1  | Jenson Button      | McLaren-Mercedes     | 49    | + 45 s 280                         | 8      | 6      |
| 8    | 15 | Mark Webber        | Red Bull-Renault     | 49    | + 46 s 360                         | 6      | 4      |
| 9    | 15 | Vitantonio Liuzzi  | Force India-Mercedes | 49    | + 53 s 008                         | 12     | 2      |
| 10   | 9  | Rubens Barrichello | Williams-Cosworth    | 49    | + 1 min 02 s 489                   | 11     | 1      |
| 11   | 11 | Robert Kubica      | Renault              | 49    | + 1 min 09 s 093                   | 9      |        |
| 12   | 14 | Adrian Sutil       | Force India-Mercedes | 49    | + 1 min 22 s 958                   | 10     |        |
| 13   | 13 | Jaime Alguersuari  | Toro Rosso-Ferrari   | 49    | + 1 min 32 s 656                   | 18     |        |
| 14   | 10 | Nico Hülkenberg    | Williams-Cosworth    | 48    | + 1 tour                           | 13     |        |
| 15   | 19 | Heikki Kovalainen  | Lotus-Cosworth       | 47    | + 2 tours                          | 21     |        |
| 16   | 16 | Sébastien Buemi    | Toro Rosso-Ferrari   | 46    | + 3 tours (Électrique)             | 15     |        |
| 17   | 18 | Jarno Trulli       | Lotus-Cosworth       | 46    | + 3 tours (Hydraulique)            | 20     |        |
| Abd. | 22 | Pedro de la Rosa   | BMW Sauber-Ferrari   | 28    | Hydraulique                        | 14     |        |
| Abd. | 21 | Bruno Senna        | HRT-Cosworth         | 17    | Surchauffe                         | 23     |        |
| Abd. | 24 | Timo Glock         | Virgin-Cosworth      | 16    | Boîte de vitesses                  | 19     |        |
| Abd. | 12 | Vitaly Petrov      | Renault              | 13    | Suspension                         | 17     |        |
| Abd. | 23 | Kamui Kobayashi    | BMW Sauber-Ferrari   | 11    | Hydraulique                        | 16     |        |
| Abd. | 25 | Lucas di Grassi    | Virgin-Cosworth      | 2     | Hydraulique                        | 22     |        |
| Abd. | 20 | Karun Chandhok     | HRT-Cosworth         | 1     | Accident                           | 24     |        |

### Pole position et record du tour
- Pole position :  Sebastian Vettel (Red Bull-Renault) en 1 min 54 s 101 (198,740 km/h). Le meilleur temps des qualifications a également été réalisé par Sebastian Vettel, lors de la Q2, en 1 min 53 s 883.
- Meilleur tour en course :  Fernando Alonso (Ferrari) en 1 min 58 s 287 (191,707 km/h) au quarante-cinquième tour.

### Tours en tête
- Sebastian Vettel (Red Bull-Renault) : 33 tours (1-33)
- Fernando Alonso (Ferrari) : 16 tours (34-49)

## Classements généraux à l'issue de la course
| Pos. | Pilote             | Écurie               | Points |
| ---- | ------------------ | -------------------- | ------ |
| 1    | Fernando Alonso    | Ferrari              | 25     |
| 2    | Felipe Massa       | Ferrari              | 18     |
| 3    | Lewis Hamilton     | McLaren-Mercedes     | 15     |
| 4    | Sebastian Vettel   | Red Bull-Renault     | 12     |
| 5    | Nico Rosberg       | Mercedes             | 10     |
| 6    | Michael Schumacher | Mercedes             | 8      |
| 7    | Jenson Button      | McLaren-Mercedes     | 6      |
| 8    | Mark Webber        | Red Bull-Renault     | 4      |
| 9    | Vitantonio Liuzzi  | Force India-Mercedes | 2      |
| 10   | Rubens Barrichello | Williams-Cosworth    | 1      |

| Pos. | Écurie               | Points |
| ---- | -------------------- | ------ |
| 1    | Ferrari              | 43     |
| 2    | McLaren-Mercedes     | 21     |
| 3    | Mercedes             | 18     |
| 4    | Red Bull-Renault     | 16     |
| 5    | Force India-Mercedes | 2      |
| 6    | Williams-Cosworth    | 1      |

## Statistiques

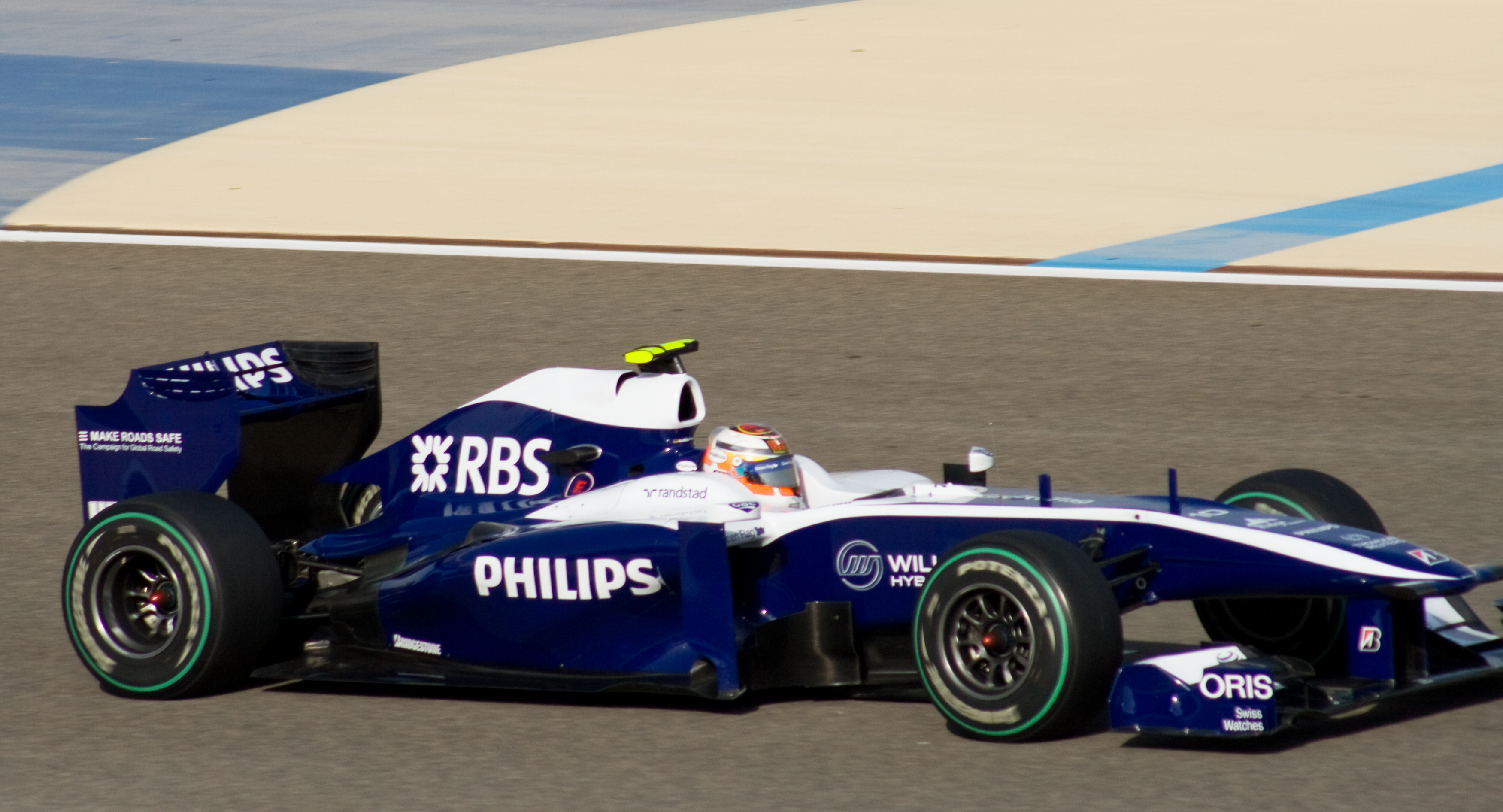
Nico Hülkenberg termine quatorzième de son premier Grand Prix

- 6e pole position de sa carrière pour Sebastian Vettel.
- 22e victoire de sa carrière pour Fernando Alonso, sa première chez Ferrari pour sa première course.
- 211e victoire pour Ferrari en tant que constructeur.
- 212e victoire pour Ferrari en tant que motoriste.
- 80e doublé pour Ferrari grâce à Fernando Alonso et Felipe Massa.
- Fernando Alonso passe la barre des 600 points inscrits en championnat du monde (602 points).
- Fernando Alonso remporte le Grand Prix de Bahreïn pour la troisième fois et devient le pilote le plus victorieux sur cette épreuve.
- 1er Grand Prix pour les écuries Lotus Racing, HRT et Virgin Racing.
- 1er Grand Prix pour les pilotes Nico Hülkenberg, Bruno Senna, Lucas di Grassi, Vitaly Petrov et Karun Chandhok.
- 250e Grand Prix pour Michael Schumacher qui sort de sa retraite sportive entamée à l'issue du Grand Prix du Brésil 2006.
- 73e Grand Prix pour Pedro de la Rosa qui retrouve un poste de pilote titulaire depuis le Grand Prix du Brésil 2006 (il était depuis 2003 pilote d'essai chez McLaren).
- L'ancien quadruple champion du monde Alain Prost a été nommé par la FIA conseiller pour aider dans leurs jugements le groupe des commissaires de course lors de ce Grand Prix.
- Lors des essais libres du samedi matin, Timo Glock a perdu une des roues de sa Virgin Racing VR01 dans le virage 6, sans conséquence fâcheuse.
- Pedro de la Rosa et Jaime Alguersuari ont chacun réalisé un excès de vitesse dans la voie des stands lors de la troisième séance essais libres. La vitesse de la Rosa a été mesurée à 69,2 km/h (9,2 km/h au-dessus de la limite autorisée) et son écurie a écopé d’une amende de 2 000 euros. Alguersuari a dépassé la limite de 1,2 km/h et Toro Rosso écope de 400 euros d’amende.